# کاندائورائول
کاندائورائول (به لاتین: Kandauraul) یک منطقهٔ مسکونی در روسیه است که در داغستان واقع شده‌است.